# Белорусы в Эстонии
Белорусы в Эстонии (бел. беларусы ў Эстонii, эст. Eesti valgevenelased) — одна из малочисленных этнических групп Эстонии. По численности занимает третье место (не считая эстонцев) после русских и украинцев. По данным переписи населения 2021 года, численность белорусов в Эстонии составила 11 606 человек, из них 43 % — мужчины и 57 % — женщины; доля детей в возрасте до 17 лет — 5 %, лиц пенсионного возраста (65 лет и старше) — 41 %.
По данным Департамента статистики за 2011—2023 годы, более 50 % эстонских белорусов проживало в Таллине; по данным Регистра народонаселения, который ведёт Министерство внутренних дел, эта цифра выше и составляет не менее 60 %.
По данным Департамента статистики Эстонии на 1 января 2023 года, в Эстонии проживали 11 562 белоруса (0,85 % от общей численности населения страны), из них 4984 мужчины и 6578 женщин; в Таллине насчитывалось 6218 белорусов (53,8 % от общей численности белорусов в Эстонии).

## История
В Российской империи, в рамках государствообразующей концепции триединого русского народа, белорусы рассматривались как одна из его ветвей (см. также западнорусизм). При проведении переписи населения 1897 года указывалась не национальность, а родной язык, относительно же статуса белорусского языка (как и украинского) ещё в начале XX века шли споры: признавать его самостоятельным языком или диалектом русского. В 1897 году в городах Эстляндской губернии (полностью вошла в состав современной Эстонии) насчитывалось 217 носителей белорусского языка (207 мужчин и 10 женщин), в городах Лифляндской губернии (вошла в состав Эстонии частично) — 852 (соответственно 699 и 153). В Ревеле удельный вес белорусов в 1887 году составлял 0,33 % от численности всего населения.
По данным письменных источников Литовского княжества, во времена его существования на территории современной Эстонии проживали 272 белоруса. В 1896—1918 годах в Тартуском университете обучались 245 белорусских студентов.
В марте 1920 года в Риге вышел в свет первый и единственный номер журнала  «На Чужыне. Літэратурна-грамадзянскі штомесячнік», в котором должны были публиковаться новости из жизни белорусов Латвии, Эстонии и Литвы. Журнал должен был стать органом «Бацкавщины» — организации, созданной в начале 1920 года в Риге по инициативе Константина Езавитова, занимавшего должность председателя военно-дипломатической миссии Белорусской Народной Республики (БНР) в Латвии и Эстонии. В первом выпуске журнала была опубликована статья «Белорусы Эстонии», в которой описывались небольшие исторические связи между белорусами и эстонцами, деятельность белорусского представительства в Эстонии, Белорусского национального комитета в Таллине и отдельного отряда БНР в Эстонии под командованием Булак-Балаховича. Второй выпуск не вышел из-за противодействия латвийских властей, конфисковавших первый выпуск, а также денежных проблем.
В Эстонии при переписи населения 1934 и 1941 годов белорусов (как и украинцев) не выделяли, поэтому официальных данных о численности белорусов на территории современной Эстонии за эти годы не имеется. Согласно анализу, проведённому эстонскими географами Тийтом Таммару и Хиллом Кулу, в 1934 году в Эстонcкой республике белорусов не было.
Если в начале 1940-х годов в Эстонии преобладали этнические меньшинства, иммигрировавшие в результате революции 1917 года и гражданской войны с северо-запада России, то позднее, по мере ослабления эмиграции из этих регионов, увеличилась доля иммигрантов из других республик, таких как Украинская ССР, Белорусская ССР, Молдавская ССР, союзные республики Кавказа и Центральной Азии. Белорусы и украинцы заняли ту нишу в структуре национального состава Эстонии, которую до Второй мировой войны занимали немцы, шведы и евреи. Родным языком белорусов в Эстонии в то время в основном был русский язык; те, кто разговаривали на белорусском, также свободно говорили и на русском языке.
В Советской Эстонии по удельному весу в общей численности населения белорусы делили четвёртое и пятое места с финнами (после эстонцев, русских и украинцев). Переписи населения Эстонии 1959, 1970, 1979 и 1989 годов показывали постоянный рост доли белорусов в результате миграционного притока: соответственно, 0,91 %,  1,38 %, 1,60 % и 1,77 %. В разрезе регионов, в 1989 году доля белорусов была выше всего в Ида-Вирумаа (3,6 %) и Таллине (2,8 %).
После выхода Эстонии из состава СССР, начался отток белорусов на историческую родину. В целом, Прибалтику покинул каждый шестой белорус. В 2000 году в Эстонии численность белорусов по сравнению с 1989 годом упала на 38 % и продолжает падать.  Уменьшение численности белорусов также связано с тем, что из-за своей малочисленности они заключают браки с русскими и эстонцами, вследствие чего их дети получают две из этих основных национальностей. В 2022 году доля белорусов в общей численности населения Эстонии составляла 0,9 %. Согласно прогнозу, составленному историками Псковского и Гомельского государственных университетов А. Г. Манакова и А. С. Соколова, в 2061 году этот показатель будет равен 0,2 %.
Дипломатические отношения между Эстонской Республикой и Республикой Беларусь были установлены 6 апреля 1992 года. В марте 1994 года в Таллине было открыто Генеральное консульство Белоруссии. С апреля 2010 года в Эстонии работает белорусское посольство.
В 1990 году в Эстонии началось движение местных белорусов за сохранение своих национальных традиций и родного языка. Вместе с тем, белорусы Эстонии, как и белорусы других прибалтийских государств, составляют в стране классическую диаспору — русскоязычную диаспору, и воспринимаются местным населением как русские. При этом, среди лидеров русскоязычной диаспоры Прибалтики доминирования русских нет. В Эстонии, как и в других странах Балтии, сформировалась многонациональная и достаточно единая русскоязычная община, характеризуемая коллективной установкой: она, с одной стороны, не чересчур активно выступает против государственного законодательства и политических институтов, а с другой стороны — не в полной мере считается с фактом их существования. Последовавший за событиями 2022 года в Украине спешный перевод русскоязычного образования на эстонский язык, по мнению эстонских властей, должен привести к сплочению эстонского общества, к улучшению взаимопонимания и интеграции, к формированию единого культурного пространства.
В 2011 году в Эстонии по заказу Целевого учреждения интеграции и миграции «Наши люди» и при поддержке Министерства образования и науки вышла книга «Национальности в Эстонии. Белорусы» (эст. «Rahvused Eestis. Valgevenelased»), призванная ближе познакомить местных эстонцев с менталитетом, историей и культурой белорусского народа, культурно-образовательной деятельностью местной белорусской диаспоры, а также с достопримечательностями Белоруссии.

## Демографическая статистика
Департамент статистики Эстонии публикует следующие данные об этнических группах населения страны:
- общая численность;
- численность в разрезе уездов;
- половая структура;
- государство рождения, гражданство и родной язык;
- вторая национальность и второй родной язык;
- образование.

### Численность
Численность белорусов в Эстонии по данным Всесоюзных переписей населения СССР и Департамента статистики Эстонии:
| Год                                 | 1934 | 1959   | 1970     | 1979     | 1989     | 2000*    | 2011*    | 2012     | 2013     | 2014     |
| ----------------------------------- | ---- | ------ | -------- | -------- | -------- | -------- | -------- | -------- | -------- | -------- |
| Белорусы Эстонии, чел.              | 0    | 10 930 | ↗ 18 732 | ↗ 23 461 | ↗ 27 711 | ↘ 17 241 | ↘ 12 579 | ↗ 12 956 | ↘ 12 697 | ↘ 12 530 |
| в % к численности населения Эстонии | 0,0  | ↗ 0,91 | ↗ 1,38   | ↗ 1,60   | ↗ 1,77   | ↘ 1,26   | ↘ 0,97   | ↗ 0,98   | ↘ 0,96   | ↘ 0,95   |

| Год                                 | 2015     | 2016     | 2017     | 2018     | 2019     | 2020     | 2021     | 2021*    | 2022     |
| ----------------------------------- | -------- | -------- | -------- | -------- | -------- | -------- | -------- | -------- | -------- |
| Белорусы Эстонии, чел.              | ↘ 12 215 | ↘ 12 171 | ↘ 11 828 | ↘ 11 598 | ↘ 11 506 | ↗ 11 536 | ↘ 11 485 | ↗ 11 606 | ↗ 11 605 |
| в % к численности населения Эстонии | ↘ 0,93   | ↘ 0,92   | ↘ 0,90   | ↘ 0,88   | ↘ 0,87   | → 0,87   | ↘ 0,86   | ↗ 0,87   | ↗ 0,87   |

* По данным переписей населения.
Половая структура белорусского населения Эстонии:

| Год     | 1959   | 1970     | 1979     | 1989     | 2000     | 2011     | 2012     | 2013     | 2014     | 2015     | 2016     | 2017     | 2018     | 2019     | 2020     | 2021     | 2022     |
| ------- | ------ | -------- | -------- | -------- | -------- | -------- | -------- | -------- | -------- | -------- | -------- | -------- | -------- | -------- | -------- | -------- | -------- |
| Мужчины | 52,1 % | ↘ 51,7 % | ↘ 50,8 % | ↘ 49,4 % | ↘ 45,0 % | ↘ 42,6 % | ↗ 42,9 % | ↘ 42,7 % | ↗ 42,8 % | ↘ 42,6 % | ↘ 42,4 % | ↘ 42,2 % | ↘ 41,8 % | ↗ 41,9 % | ↗ 42,4 % | ↗ 42,8 % | ↗ 42,9 % |
| Женщины | 47,9 % | ↗ 48,3 % | ↗ 49,2 % | ↗ 50,6 % | ↗ 55,0 % | ↗ 57,4 % | ↘ 57,1 % | ↗ 57,3 % | ↘ 57,2 % | ↗ 57,4 % | ↗ 57,6 % | ↗ 57,8 % | ↗ 58,2 % | ↘ 58,1 % | ↘ 57,6 % | ↘ 57,2 % | ↘ 57,1 % |

Доля белорусов в общей численности населения уездов Эстонии в 2023 году по данным Департамента статистики Эстонии:
|               | Всего населения | Белорусы | Белорусы |  |          | Всего населения | Белорусы | Белорусы |
| Уезд          | чел.            | чел.     | %        |  | Уезд     | чел.            | чел.     | %        |
| ------------- | --------------- | -------- | -------- |  | -------- | --------------- | -------- | -------- |
| ЭСТОНИЯ       | 1 365 884       | 11 562   | 0,85     |  | Пярнумаа | 87 418          | 238      | 0,27     |
| Валгамаа      | 28 114          | 165      | 0,59     |  | Пылвамаа | 24 036          | 10       | 0,04     |
| Вильяндимаа   | 45 637          | 62       | 0,14     |  | Рапламаа | 34 038          | 82       | 0,24     |
| Вырумаа       | 34 317          | 33       | 0,10     |  | Сааремаа | 31 919          | 10       | 0,03     |
| Ида-Вирумаа   | 133 358         | 2626     | 1,97     |  | Тартумаа | 162 390         | 385      | 0,24     |
| Йыгевамаа     | 27 739          | 55       | 0,20     |  | Харьюмаа | 638 076         | 7540     | 1,18     |
| Ляэнемаа      | 20 688          | 73       | 0,35     |  | Хийумаа  | 8474            | 6        | 0,07     |
| Ляэне-Вирумаа | 59 608          | 232      | 0,39     |  | Ярвамаа  | 30 072          | 45       | 0,15     |

Если общая численность проживающих в Эстонии белорусов имела постоянную тенденцию к снижению с 2013 года, то их число в Таллине неуклонно снижается уже с 2006 года.
Численность белорусов в Таллине на начало года по данным Регистра народонаселения:
| Год                                   | 2004 | 2005   | 2006   | 2007   | 2008   | 2009   | 2010   | 2011   | 2012   | 2013   | 2014   |
| ------------------------------------- | ---- | ------ | ------ | ------ | ------ | ------ | ------ | ------ | ------ | ------ | ------ |
| Белорусы в Таллине, чел.              | 8841 | ↗ 8897 | ↘ 8881 | ↘ 8633 | ↘ 8490 | ↘ 8403 | ↘ 8324 | ↘ 8200 | ↘ 8065 | ↘ 7974 | ↘ 7914 |
| в % к численности населения Таллина   | 2,25 | ↘ 2,22 | ↘ 2,20 | ↘ 2,16 | ↘ 2,12 | ↘ 2,08 | ↘ 2,05 | ↘ 1,99 | ↘ 1,94 | ↘ 1,90 | ↘ 1,84 |
| в % к численности белорусов в Эстонии | ..   | ..     | ..     | ..     | ..     | ..     | ..     | 65,2   | ↘ 62,2 | ↗ 62,8 | ↗ 63,2 |

| Год                                   | 2015   | 2016   | 2017   | 2018   | 2019   | 2020   | 2021   | 2022   |
| ------------------------------------- | ------ | ------ | ------ | ------ | ------ | ------ | ------ | ------ |
| Белорусы в Таллине, чел.              | ↘ 7815 | ↘ 7706 | ↘ 7616 | ↘ 7533 | ↘ 7469 | ↘ 7226 | ↘ 6998 | ↘ 6985 |
| в % к численности населения Таллина   | ↘ 1,80 | ↘ 1,75 | ↘ 1,72 | ↘ 1,68 | ↘ 1,65 | ↘ 1,63 | ↘ 1,57 | → 1,57 |
| в % к численности белорусов в Эстонии | ↗ 64,0 | ↘ 63,3 | ↗ 64,4 | ↗ 65,0 | ↘ 64,9 | ↘ 62,6 | ↘ 60,9 | ↘ 60,2 |

### Данные переписи 2021 года
По данным переписи населения и жилых помещений 2021 года, из 11 606 проживающих в Эстонии белорусов 42,9 % составили мужчины (4981 чел.), 57,1 % — женщины (6625 чел.).
Доля детей в возрасте до 14 лет составила 4,6 % (530 чел.), лиц работоспособного возраста (15–64 года) — 54,2 % (6293 чел.), лиц пенсионного возраста (65 лет и старше) — 41,2 % (4783 чел.).
Родным языком 84,5 % белорусов Эстонии является русский, 13,4 % — белорусский.
31,6 % белорусов Эстонии имеют эстонское гражданство, 28,4 %% белорусов Эстонии — лица без гражданства. С 2000 года среди белорусов Эстонии наблюдается существенное снижение удельного веса лиц без гражданства.
65,0 % белорусов Эстонии родились в Белоруссии, 27,8 % — в Эстонии.

### Государство рождения, гражданство и родной язык
Государства рождения белорусов Эстонии по данным переписей населения:
| Государство / год переписи | 2000   | 2000                              | 2011   | 2011                              | 2021   | 2021                              |
| -------------------------- | ------ | --------------------------------- | ------ | --------------------------------- | ------ | --------------------------------- |
| Государство / год переписи | чел.   | в % к общей численности белорусов | чел.   | в % к общей численности белорусов | чел.   | в % к общей численности белорусов |
| Эстония                    | 4405   | 25,5                              | 3345   | ↗ 26,6                            | 3231   | ↗ 27,8                            |
| Белоруссия                 | 11 484 | 66,6                              | 8392   | ↗ 66,7                            | 7544   | ↘ 65,0                            |
| Россия                     | 881    | 5,1                               | 478    | ↘ 3,8                             | 477    | ↗ 4,1                             |
| Другие государства         | 471    | 2,7                               | 364    | ↗ 2,9                             | 354    | ↗ 3,1                             |
| Всего                      | 17 241 | 100                               | 12 579 | 100                               | 11 606 | 100                               |

Гражданство и родной язык белорусов Эстонии по данным переписей населения 2000, 2011 и 2021 годов:
| Год / родной язык  | Белорусы, чел. | Эстонское гражданство | Российское гражданство | Гражданство другой страны | Без гражданства |
| ------------------ | -------------- | --------------------- | ---------------------- | ------------------------- | --------------- |
| 2000 / всего       | 17 241         | 3887                  | 2845                   | 1265                      | 9244*           |
| 2000 / белорусский | 4953           | 878                   | 979                    | 540                       | 2556*           |
| 2000 / русский     | 12 014         | 2862                  | 1849                   | 711                       | 6592            |
| 2000 / эстонский   | 144            | 107                   | 7                      | 3                         | 27              |
| 2000 / украинский  | 20             | 6                     | 2                      | 3                         | 9               |
| 2000 / прочие      | 110            | 34                    | 8                      | 8                         | 60              |
| 2011 / всего       | 12 579         | 3930                  | 2762                   | 1338                      | 4549            |
| 2011 / белорусский | 1572           | 334                   | 373                    | 319                       | 546             |
| 2011 / русский     | 10 799         | 3453                  | 2382                   | 1006                      | 3958            |
| 2011 / эстонский   | 135            | 116                   | 3                      | 1                         | 15              |
| 2011 / украинский  | 19             | 9                     | 1                      | 2                         | 7               |
| 2011 / прочие      | 54             | 18                    | 3                      | 10                        | 23              |
| 2021 / всего       | 11 606         | 3668                  | 2243                   | 2401                      | 3294            |
| 2021 / белорусский | 1550           | 261                   | 283                    | 608                       | 398             |
| 2021 / русский     | 9809           | 3240                  | 1955                   | 1751                      | 2863            |
| 2021 / эстонский   | 142            | 122                   | 0                      | 10                        | 10              |
| 2021 / украинский  | 12             | 4                     | 1                      | 5                         | 2               |
| 2021 / прочие      | 93             | 41                    | 4                      | 27                        | 21              |

* В том числе гражданство не определено.

### Вторая национальность и второй родной язык
В переписи населения Эстонии 2021 года впервые появился термин «люди двух национальностей» (эст. kaherahvuselised inimesed, англ. dual-ethnic persons). Согласно полученным данным, вторую национальность указали 60 белорусов, то есть 0,5 % всех белорусов страны.
| Первая национальность | Вторая национальность* | Вторая национальность* | Вторая национальность* | Вторая национальность* |
| Первая национальность | Финн                   | Поляк                  | Всего                  |                        |
| --------------------- | ---------------------- | ---------------------- | ---------------------- | ---------------------- |
| Белорус               | 40                     | 20                     | 60                     |                        |

* Национальность эстонец в качестве второй национальности в данных переписи выделена не была.
| Первая национальность | Вторая национальность — белорус |
| --------------------- | ------------------------------- |
| Всего                 | 1920                            |
| Русский               | 1060                            |
| Эстонец               | 580                             |
| Украинец              | 280                             |

В переписи населения Эстонии 2021 года также появилось понятие «второй родной язык» (эст. teine emakeel). Белорусский язык как свой второй родной язык указали 1110 русских Эстонии (0,4 % от всего русского населения страны).

## Образование
Со времени переписи 2000 года среди белорусов Эстонии наблюдается существенный рост удельного веса лиц с высшим образованием.
Белорусы Эстонии в возрасте 10 лет и старше (2021 год — 15 лет и старше) по уровню образования по данным переписей населения:
| Образование / год переписи                 | 2000   | 2000                                            | 2011   | 2011                                            | 2021   | 2021                                            |
| ------------------------------------------ | ------ | ----------------------------------------------- | ------ | ----------------------------------------------- | ------ | ----------------------------------------------- |
| Образование / год переписи                 | чел.   | в % к общей численности белорусов старше 10 лет | чел.   | в % к общей численности белорусов старше 10 лет | чел.   | в % к общей численности белорусов старше 15 лет |
| Без образования                            | 616    | 3,7                                             | 179    | 1,4                                             | 20     | 0,2                                             |
| Начальное                                  | 1979   | 11,7                                            | 799    | 6,5                                             | 292    | 2,6                                             |
| Основное                                   | 2634   | 15,6                                            | 1379   | 11,2                                            | 834    | 7,5                                             |
| Среднее                                    | 3958   | 23,5                                            | 2110   | 17,1                                            | 2040   | 18,4                                            |
| Профессиональное, специальное и прикладное | 5419   | 32,1                                            | 5913   | 47,9                                            | 5066   | 45,7                                            |
| Высшее                                     | 1798   | 10,7                                            | 1753   | 14,2                                            | 1979   | 23,6                                            |
| Доктор наук, кандидат наук                 | 6      | 0,04                                            | 21     | 0,2                                             | 34     | 0,3                                             |
| Неизвестно                                 | 459    | 2,7                                             | 182    | 1,5                                             | 180    | 1,6                                             |
| Всего                                      | 16 869 | 100                                             | 12 336 | 100                                             | 11 076 | 100                                             |

## Общественная и культурная деятельность
В 1989 году в Йыхви начало действовать Общество белорусской культуры Северо-Восточной Эстонии «БЭЗ». В 1995 году начал активную деятельность Белорусский культурный центр «Бацькаўшчына». За время его существования был основан культурный институт. Благодаря его помощи многие белорусы, живущие в Эстонии, смогли учиться в вузах Белоруссии. В течение 15 лет радиостанция «Радио 4» вела программу на белорусском языке «Бацькаўшчына».
28 июня 2001 года была создана Эстонско-белорусская ассоциация (ЭБА). Её задачей является, прежде всего, координация деятельности различных белорусских организаций в Эстонии, а также поддержание контактов с Белоруссией и белорусскими общинами в других странах. По состоянию на 2011 год в ассоциацию входили 6 организаций: Эстонско-белорусское культурное общество «Спадчына» (Нарва), Некоммерческий музыкальный театр-студия «Алеся» (Таллин), Белорусское культурное объединение «Ялiнка» (Маарду), Центр учёбы и развития EVA-Studiorum, Белорусский культурный союз «Крынiца» (Силламяэ) и Белорусское культурное общество «ФЭСТ». Для проживающих в Эстонии белорусов стало ежегодной традицией проводить мероприятие под названием «Спатканне», в рамках которых перед эстонскими белорусами выступают ансамбли народной музыки и известные музыкальные коллективы с их исторической родины.
В 2017 году в театре «Эстония» прошла выставка молодых белорусских художников, которая затем продолжила работу в Кохтла-Ярве. В том же году в городе Маарду состоялся праздничный концерт в честь 15-летия Маардуского белорусского общества, на который приехали этнические белорусы со всей Эстонии.
Белорусская диаспора традиционно участвует в Международных фестивалях православной музыки и народного творчества «Троицкие звоны». В 2018 году в Таллине состоялся V фестиваль, на котором Республику Беларусь представляли заслуженный любительский коллектив «Крупицкие музыки» и семейный колокольный ансамбль «Бярозки».
28 октября 2020 года в Эстонии было основано недоходное общество «Белорусский Дом» (эст. Valgevene Maja), которое называет себя народным посольством Беларуси в Эстонии. Общество подготовило «Пособие по релокации беларусов в Эстонию».
Несколько десятков белорусов закончили онлайн Политический институт Тартуского университета (2–3-месячные программы). Обучение оплачивала Эстония.
| Организация                                        | Год основания | Адрес                     | Председатель         |
| -------------------------------------------------- | ------------- | ------------------------- | -------------------- |
| Объединение белорусской культуры Ида-Вирумаа «БЭЗ» | 1989          | Йыхви, ул. Яама 24-11     | Зинаида Клыга        |
| Ассоциация белорусов Эстонии                       | 1996          | Таллин, ул. Уус 19-8      | Нина Савинова        |
| Белорусская культурная организация «Лёс»           | 1997          | Таллин, ул. Каэра 21      | Татьяна Нижник       |
| Нарвское белорусское общество «Сябры»              | 1999          | Нарва, ул Креэнхольми 25  | Людмила Аннус        |
| Белорусское культурное общество «Лад»              | 2000          | Пярну, б-р Таммсааре 17-1 | Оксана Волкова       |
| Белорусское культурное общество «Ялiнка»           | 2002          | Маарду, ул. Карьяри 14    | Елена Колягина       |
| Белорусский культурный союз «Крынiца»              | 2005          | Силламяэ, ул. Толстого 2  | Татьяна Тульженко    |
| Центр учёбы и развития EVA-Studiorum               | 2005          | Таллин, ул. Уус 19        | Нина Пээрна          |
| Центр национальных меньшинств «Радзіма»            | 2014          | Таллин, ул. Лаки 25-112   | Кетлин Пукк          |
| Тартуское белорусское общество «Спадкі»            | 2017          | Тарту, ул. Пикк 2-16      | Ирина Хэлла Коломиец |
| Белорусское культурное общество «Пялёстак»         | 2019          | Таллин, Нарвское шоссе 13 | Диана Верман         |

Целью всех этих объединений является сохранение национальной идентичности и культурного наследия своего народа, поддержание связей с исторической родиной и интеграция местных белорусов в эстонское общество.

## Политическая активность
Ещё до президентских выборов в Белоруссии 2020 года в Эстонии начались акции солидарности с Белоруссией. В июне 2020 года прошёл пикет у белорусского посольства в Таллине с требованием провести «прозрачные» выборы и допустить на участки независимых наблюдателей, в июле того же года — митинг против политических гонений в Белоруссии. В Эстонии есть как противники Александра Лукашенко, так и его сторонники — т. н. «ябатьки».
В августе 2020 года была проведена акция под называнием «Цепь солидарности» — живая цепь протяжённостью более двух с половиной километров. Идея акции зародилась в Литве, затем к ней подключилась белорусская диаспора Латвии и Эстонии. В цепи солидарности также было много эстоноязычных людей.
В 2020 году белорусская диаспора в Эстонии организовывала фотовыставки, концерты, встречи с политиками, митинги и марши. Была создана «Почта солидарности» для писем и открыток политзаключенным. К годовщине протестов в Беларуси на площади Свободы в Таллине были выставлены 605 стульев, по числу белорусских политзаключенных на тот момент. Каждый стул был подписан, чтобы показать истории конкретных людей.
В том же году в таллинском центре «Fotografiska» (филиал Стокгольмского центра современной фотографии) была проведена онлайн и оффлайн-выставка «Беларусь будущего. Сила женской воли».
В 2021 году активисты «Белорусского дома» несколько раз встречались с лидером белорусской оппозиции Светланой Тихановской, участвовали в мероприятии «Конференция белорусов мира».
12 февраля 2021 года эстонские белорусы организовали пикет перед посольством Республики Беларусь в Таллине в знак протеста против проходящего в Минске Всебелорусского народного собрания, делегаты которого лояльны президенту Александру Лукашенко. В пикете участвовали 10 человек.
19 марта 2022 года, в связи с вторжением России в Украину, Белорусский Дом Эстонии опубликовал обращение к властям, медиа и общественности Эстонии с просьбой не допустить буллинг местных белорусов.

## Города-побратимы
Между эстонскими и белорусскими городами были налажены хорошие связи. Побратимами являются Маарду и Фрунзенский район Минска, Нарва и Борисов, Силламяэ и Мстиславль, Кохтла-Ярве и Солигорск, Йыхви и Поставы.

## Известные белорусы-урожденцы Эстонии
- Пимен Панченко (1917, Ревель — 1995, Минск) — поэт, переводчик, публицист, академик[46].